# Collegio di Coventry East
Coventry East è un collegio elettorale inglese situato nella contea delle West Midlands, nella regione delle Midlands Occidentali, rappresentato alla Camera dei comuni del Parlamento del Regno Unito. Elegge un membro del parlamento con il sistema first-past-the-post, ossia maggioritario a turno unico; l'attuale parlamentare è Mary Creagh del Partito Laburista, che rappresenta il collegio dal 2024.

## Estensione
- 1945-1950: i ward del borgo di Coventry di All Saints, Foleshill, Hernall, Hillfields, Longford, Lower Stoke, St Mary's, St Paul's, Upper Stoke e Walsgrave.
- 1950-1974: i ward del borgo di Coventry di Charterhouse and Binley, Longford, Lower Stoke, Upper Stoke e Walsgrave.
- dal 2024: i ward della città di Coventry di Binley and Willenhall, Foleshill, Henley, Longford, Upper Stoke e Wyken.[1]

## Membri del parlamento
| Elezione | Elezione | Deputato              | Partito               |
| -------- | -------- | --------------------- | --------------------- |
|          | 1945     | Richard Crossman      | Laburista             |
|          | Feb 1974 | Collegio abolito      | Collegio abolito      |
|          | 2024     | Collegio ri-istituito | Collegio ri-istituito |
|          | 2024     | Mary Creagh           | Laburista             |

## Elezioni

### Elezioni negli anni 2020
| Partito                    | Partito                                      | Candidato                  | Risultati 4 luglio 2024 | Risultati 4 luglio 2024 |
| Partito                    | Partito                                      | Candidato                  | Voti                    | %                       |
| -------------------------- | -------------------------------------------- | -------------------------- | ----------------------- | ----------------------- |
|                            | Laburista                                    | Mary Creagh                | 18 308                  | 49,46                   |
|                            | Reform UK                                    | Iddrisu Sufyan             | 6 685                   | 18,06                   |
|                            | Conservatore                                 | Sarah Lesadd               | 6 240                   | 16,86                   |
|                            | Verdi                                        | Stephen Gray               | 2 730                   | 7,38                    |
|                            | Lib Dem                                      | Mike Massimi               | 1 227                   | 3,31                    |
|                            | Workers                                      | Paul Bedson                | 1 027                   | 2,77                    |
|                            | TUSC                                         | Dave Nellist               | 797                     | 2,15                    |
|                            |                                              |                            |                         |                         |
| Iscritti                   | Iscritti                                     | Iscritti                   | 75 801                  | 100,00                  |
| ↳ Votanti (% su iscritti)  | ↳ Votanti (% su iscritti)                    | ↳ Votanti (% su iscritti)  | 37 014                  | 48,83                   |
| ↳ Astenuti (% su iscritti) | ↳ Astenuti (% su iscritti)                   | ↳ Astenuti (% su iscritti) | 38 787                  | 51,17                   |
|                            |                                              |                            |                         |                         |
|                            | Esito: collegio a Laburista (nuovo collegio) |                            |                         |                         |